# Красна Нива (Казахстан)
Кра́сна Ни́ва (каз. Красная Нива) — село у складі Бухар-Жирауського району Карагандинської області Казахстану. Входить до складу Ростовського сільського округу.
Населення — 273 особи (2021; 354 у 2009, 366 у 1999, 430 у 1989).
Національний склад станом на 1989 рік:
- росіяни — 47 %;
- німці — 21 %.